# ایندین اسپرینگز (تگزاس)
ایندین اسپرینگز (به انگلیسی: Indian Springs) یک منطقهٔ مسکونی در ایالات متحده آمریکا است که در تگزاس واقع شده‌است. ایندین اسپرینگز ۴٫۹ کیلومتر مربع مساحت و ۷۸۵ نفر جمعیت دارد.